# Мария-Луиза Испанская (королева Этрурии)
Мария Луиза Жозефина Антониэта Висента (исп. Maria Luisa Josefina Antonieta Vicenta, 6 июля 1782[…], Сан-Ильдефонсо, Кастилия и Леон — 13 марта 1824[…], Рим, Папская область) — инфанта Испании, королева Этрурии, герцогиня Лукки.

## Биография

### Детство и юность
Мария-Луиза была третьей из выживших дочерей испанского короля Карла IV и его жены Марии-Луизы Пармской. Имя «Мария-Луиза» было ей дано в честь старшей сестры Марии-Луизы Карлоты, умершей за 4 дня до её рождения.
В 1795 году к испанскому двору на учёбу прибыл двоюродный брат Марии-Луизы — Луиджи, наследный принц Пармский. Два правящих семейства пришли к согласию о том, что Луиджи должен жениться на одной из дочерей Карла. Сначала предполагалось, что он женится на старшей из незамужних дочерей, Марии-Амалии, однако Луиджи предпочёл Марию-Луизу. Двойная свадьба состоялась 25 августа 1795 года (параллельно с женитьбой Луиджи на Марии-Луизе её старшая сестра Мария-Амалия, первоначально предназначавшаяся в невесты Луиджи, вышла замуж за своего дядю Антонио Паскуаля). Первые годы после свадьбы молодожёны прожили в Испании. Так как в момент свадьбы Марии-Луизе было всего 13 лет, их первый ребёнок был рождён лишь в 1799 году. В 1800 году Луиджи, Мария-Луиза и их малолетний сын оказались запечатлёнными на картине Франсиско Гойи «Семья короля Карла IV».

### Королева Этрурии
Рассчитывая сделать Испанию своей союзницей против Великобритании, Наполеон в 1800 году отправил к испанскому двору своего брата Люсьена, в результате чего был подписан Аранхуэсский договор, по условиям которого для Бурбонов взамен Пармского герцогства из Великого герцогства Тосканского создавалось королевство Этрурия, королём которого стал Луиджи (бывший великий герцог Тосканский Фердинанд из династии Габсбургов взамен получил Зальцбургское курфюршество).
Мария-Луиза противилась новой роли, так как по условиям договора они с мужем должны были получить инвеституру в Париже, где за несколько лет до этого казнили короля и королеву, но под давлением родни была вынуждена согласиться. 21 апреля 1801 года Луиджи, Мария-Луиза и их сын покинули Мадрид, пересекли границу в Байонне и под именем «графа и графини Ливорно» инкогнито прибыли в Париж 24 мая.
30 июня Луиджи и Мария-Луиза покинули Париж и отправились на юг. В Пьяченце они были встречены родителями Луиджи, с которыми прибыли в Парму. Прожив там три недели, они отправились в Этрурию, и прибыли в свою новую столицу — Флоренцию, где Мюрат подготовил для их проживания Палаццо Питти.
Луиджи и Мария-Луиза прибыли исполненными добрых намерений, но были с ненавистью встречены населением и знатью, считавшими их инструментами в руках французов. Страна была разорена войной, плохой урожай и необходимость содержания расквартированных французских войск делали стабилизацию финансового состояния трудным делом.
Летом 1802 года Мария-Луиза с мужем были приглашены в Испанию на двойную свадьбу: её брата Фердинанда с Марией Антонией Бурбон-Сицилийской, и её сестры Марии Изабеллы с принцем Обеих Сицилий Франциском. Плохое положение в стране, болезнь Луиджи и начало новой беременности привели к нежеланию Марии-Луизы куда-либо ехать, но отец и французы настаивали, и ей пришлось отправиться в родную страну, однако болезнь Луиджи привела к тому, что поездку пришлось отложить на несколько недель. Уже на борту судна заболела Мария-Луиза, и в этом состоянии во время плавания она родила дочь. Доктора опасались, что ни мать ни дочь не выживут, кроме того выяснилось, что они опоздали на свадьбу, и по прибытии в Барселону Мария-Луиза провела ещё три дня на борту судна прежде, чем сойти на берег для встречи с родителями. Через неделю пришли известия о смерти Фердинанда — отца Луиджи. Больной и несчастный Луиджи хотел как можно скорее вернуться в Италию, но Карл IV и Мария-Луиза настояли на поездке в Мадрид. Лишь в декабре они отплыли обратно из Картахены.
В Этрурии болезнь Луиджи тщательно скрывали от населения. В результате, так как на публике появлялась только Мария-Луиза, её стали обвинять в узурпации власти и использовании отсутствия супруга в личных целях.
27 мая 1803 года Луиджи скончался, что отразилось на нервном состоянии Марии-Луизы. Так как её сыну Карлу Луиджи было всего 4 года, она стала регентом Этрурии. Так как она стала вдовой в двадцатилетнем возрасте, стали строиться планы её нового брака. Франция и Испания желали, чтобы она вышла замуж за своего двоюродного брата Педро Карлоса, но этот проект не был реализован. Наполеон заявил: «Я опасаюсь, что королева слишком молода, а её министр слишком стар, чтобы управлять Королевством Этрурия». Мария-Луиза была обвинена в неосуществлении в Этрурии континентальной блокады Великобритании, и ей было приказано покинуть Этрурию. 10 декабря 1807 года Мария-Луиза с детьми покинула Флоренцию, не имея представления о том, что будет дальше. Этрурия была аннексирована Францией.

### В изгнании
Изгнанная королева прибыла в Милан, где имела аудиенцию у Наполеона. В качестве компенсации ей и сыну была обещана Северная Лузитания. Предполагалось, что Мария-Луиза выйдет замуж за Люсьена Бонапарта, который для этого разведётся со своей женой, но и Мария-Луиза, и Люсьен отказались от этого. Наполеон хотел, чтобы Мария-Луиза поселилась в Ницце или Турине, но она предпочла отправиться к родителям в Испанию.
Мария-Луиза прибыла в расколотую и охваченную беспорядками страну: её брат Фердинанд организовал заговор против отца и непопулярного премьер-министра Годоя. После раскрытия заговора Фердинанд был прощён, но престиж династии пошатнулся, и Наполеон решил сместить её: под предлогом посылки подкреплений в Лиссабон в Испанию вошли французские войска. Королевская семья, подозревая о реальных намерениях Наполеона, готовила побег в Мексику. Сторонники Фердинанда распространили слухи о том, что премьер-министр Годой предал Испанию и встал на сторону Наполеона, в результате чего 18 марта произошёл мятеж в Аранхуэсе, и король Карл IV был вынужден отречься от престола в пользу Фердинанда. Мария-Луиза встала на сторону отца, и послужила посредником между ним и Мюратом, чьи войска вошли в Мадрид 23 марта. В это время Мария-Луиза стала весьма непопулярной: посылка войск в Этрурию обошлась Испании довольно дорого, а её связи с Мюратом рассматривались как предательство интересов родины. Её теперь воспринимали как иностранную принцессу, стремящуюся обеспечить трон для своего сына.
Наполеон, используя соперничество между Карлом и Фердинандом в своих целях, вызвал обоих в Байонну, предложив себя в качестве посредника на переговорах. Мария-Луиза и её сын были больны и не хотели ехать, но Наполеон настоял, чтобы прибыла вся испанская королевская семья. В Байонне Наполеон заставил как Карла, так и Фердинанда отказаться от испанского престола. Мария-Луиза пыталась уговорить Наполеона восстановить её на троне в Парме или Тоскане. Наполеон пытался её уверить, что ей будет гораздо проще жить без правительственных забот, и предложил большой пенсион, но Мария-Луиза выступила с открытым протестом против конфискации владений её сына.
После этого Наполеон посадил на испанский трон своего брата Жозефа, а испанскую королевскую семью поселил в Фонтенбло. Мария-Луиза потребовала отдельной резиденции для себя и детей, и в итоге поселилась в Компьене. Не имея денег и страдая от болезней, она решила переехать в Парму, но в Лионе к ней присоединился конвой, который доставил её в Ниццу, где она была поселена под надзором. Мария-Луиза попыталась организовать побег в Великобританию, но её письма были перехвачены, и она с дочерью была помещена под арест в Риме (9-летний сын был передан на попечение деда Карла). Пока она находилась под арестом, 18 марта 1812 года Кадисские кортесы лишили её саму и её детей прав на испанский трон (эти права были восстановлены только в 1820 году). Летом 1812 года в Рим переехали её родители, но им практически не позволяли видеться. Мария-Луиза была освобождена из-под ареста лишь после свержения Наполеона в 1814 году, после этого она поселилась с родителями в Палаццо Барберини.

### Венский конгресс
Надеясь, что Венский конгресс вернёт её сыну владения в Италии, Мария-Луиза быстро написала и издала «Мемуары королевы Этрурии» для пропаганды своей позиции. Когда Наполеон бежал с Эльбы, она, её дети и родители покинули Рим и скитались по различным итальянским городам до битвы при Ватерлоо.
На Венском конгрессе интересы Марии-Луизы представлял некомпетентный эмиссар Испании дон Педро Гомес Лабрадор, который не смог сделать что-либо существенного ни для неё, ни для своей страны. Было решено не восстанавливать Бурбонов на пармском троне, а передать Пармское герцогство жене Наполеона, дочери австрийского императора Марии-Луизе Австрийской. Для Марии-Луизы Испанской и её сына на территории Тосканы было образовано небольшое герцогство Лукка, при этом за ней сохранялись королевские почести, как в королевстве Этрурия.
В течение двух лет Мария-Луиза Испанская отказывалась принять предложенный Венским конгрессом компромисс. За это время обострились её отношения с семьёй: родственники пытались устроить различные варианты брака для её детей, которые она отвергала. Чтобы стать независимой от семьи, она в 1817 году согласилась на компромисс: она становится герцогиней Лукки, но после смерти Марии-Луизы Австрийской Пармское герцогство возвращается Бурбонам, а герцогство Лукка после этого вернётся в состав Великого герцогства Тосканского. Сын Марии-Луизы Испанской мог стать герцогом Лукки только после её смерти, до этого он оставался в ранге наследного принца. До прибытия Марии-Луизы 7 декабря 1817 года Луккой управлял испанский министр в Турине.

### Герцогиня Лукки
Когда Мария-Луиза прибыла в Лукку, её было уже 35 лет, десять лет страданий наложили свой отпечаток, и она уже не была такой стройной, как в юности. Тем не менее она стала подыскивать нового супруга. Первой кандидатурой стал Фердинанд III (великий герцог Тосканский), также бывший вдовцом, но этот брак не состоялся. Следующей кандидатурой был Фердинанд Карл Йозеф Австрийский-Эсте, но и этот брак не сложился. После того, как в 1820 году был убит Шарль-Фердинанд, герцог Беррийский (в результате чего старшая ветвь Бурбонов казалась обречённой на вымирание), существовал план брака Марии-Луизы и Шарля, графа Артуа (будущего короля Франции).
В качестве герцогини Мария-Луиза развивала просвещение и культуру, при ней пышным цветом расцвела наука. Будучи религиозной женщиной, она приветствовала представителей духовенства. При ней был построен новый акведук, развивался порт Виареджо. При этом Мария-Луиза стремилась уничтожить любые следы правления Элизы Бонапарт, управлявшей этими местами с 1805 года, а с 1808 сменившей Марию-Луизу в качестве правительницы Тосканы.
Мария-Луиза пренебрегала Конституцией, навязанной ей Венским конгрессом, и правила в абсолютистской манере. В 1820 году она устроила свадьбу сына с савойской принцессой Марией-Терезой. Вскоре после этого отношения между матерью и сыном испортились.
Мария-Луиза проводила лето в Лукке, а зиму — в Риме. 25 октября 1823 года она прибыла во дворец на Площади Венеции в Риме будучи уже больной. 22 февраля 1824 года она подписала завещание, и 13 марта 1824 года скончалась в Риме от рака. Её тело было погребено в Испании, а в Лукке в её честь был воздвигнут памятник.

## Дети
У Марии-Луизы выжило двое детей:
- Карл Луиджи (22 декабря 1799 — 16 апреля 1883), герцог Лукки, а впоследствии — Пармы
- Мария Луиза Карлота Пармская (2 октября 1802 — 18 марта 1857), которая стала второй женой принца Максимилиана Саксонского

## Титулование
- 6 июля 1782 — 25 августа 1795: Её королевское высочество инфанта донья Мария Луиза Испанская
- 25 августа 1795 — 21 марта 1801: Её королевское высочество принцесса Пьяченцы
- 27 марта 1801 — 27 мая 1803: Её величество королева Этрурии
- 27 мая 1803 — 9 июня 1815: Её величество вдовствующая королева Этрурии
- 9 июня 1815 — 13 марта 1824: Её королевское высочество герцогиня Лукки